# 中山栄親
中山 栄親（なかやま ひでちか、宝永6年11月9日（1709年12月9日）- 明和8年5月22日（1771年7月4日））は、江戸時代中期の公卿。中山兼親の子。正二位・権大納言。
享保17年4月20日（1732年5月14日）、参議に任じられた。
元文5年（1740年）6月15日、再興された新嘗祭の儀式伝奏に中山家から初めて任じられたことを契機に、寛保2年（1742年）、内々衆に加え、朝廷の要職を歴任する。これは一条兼香、道香父子との強いつながりによることが指摘されている。

## 系譜
- 父：中山兼親 - 従一位・准大臣
- 母：庭田重条娘
- 正室：勧修寺高顕娘
  - 男子：花山院愛徳 - 花山院長熙の養子
- 家女房
  - 男子：四条隆師 - 四条隆叙の養子
- 養子：中山愛親